# Hermann Ohlsen
Hermann Ohlsen (* 18. März 1916; † 22. März 1990 in Hessisch-Oldendorf) war ein deutscher Architekturfotograf.
Ohlsen, ein Autodidakt, fotografierte hauptsächlich Neubauten, wie zum Beispiel Industriekomplexe, Wohnhäuser, Kirchen, Straßen und Brücken. Die Aufträge erhielt Ohlsen von den Architekten Max Säume, Hans Budde, Bernhard Wessel, Carsten Schröck und anderen, die die Fotos für ihre Referenzmappen verwendeten. Ohlsen konzentrierte sich auf die künstlerische Abbildung der Objekte. Die hohe Qualität seiner Aufnahmen, insbesondere die handwerkliche Ausführung, die Wahl der Perspektive und die Lichtführung, sicherten ihm Anerkennung und Aufträge.  Zu Ohlsens Aufgaben gehörte oftmals auch die Dokumentation der Erstellung der Bauwerke. 
In seinem Schaffenszeitraum von 1953 bis 1984 erstellte er rund 12.000 Fotografien. Von den Negativen sind zirka ein Drittel im Großformat (9 cm × 12 cm), der Rest im Mittel- (6 cm × 6 cm) und im Kleinbildformat (24 mm × 36 mm). Der Anteil der Farbnegative beträgt kaum 300 Stück.
Ohlsens Fotoarchiv befand sich seit 1990 ohne Nutzung in einem Heizungskeller. 2017 wurde das Archiv gekauft und geborgen. Die Negative, Positive und sämtliche Nutzungsrechte gingen in das Eigentum des Staatsarchiv Bremen und des Verlegers Peter Kurze Bremen über.